# Schneider CA1
O tanque francês Schneider CA1 originalmente chamado de Schneider CA foi o primeiro tanque da França. Idealizado para poder romper as formações de arame farpado entre as trincheiras da frente ocidental na Grande Guerra, foi amplamente utilizado em combate durante o último ano e meio daquele conflito. Apesar de sua primeira ação, ocorrida em abril de 1917 ter sido em grande parte um fracasso, com pesadas perdas, seus envolvimentos posteriores demonstraram ser um sucesso.

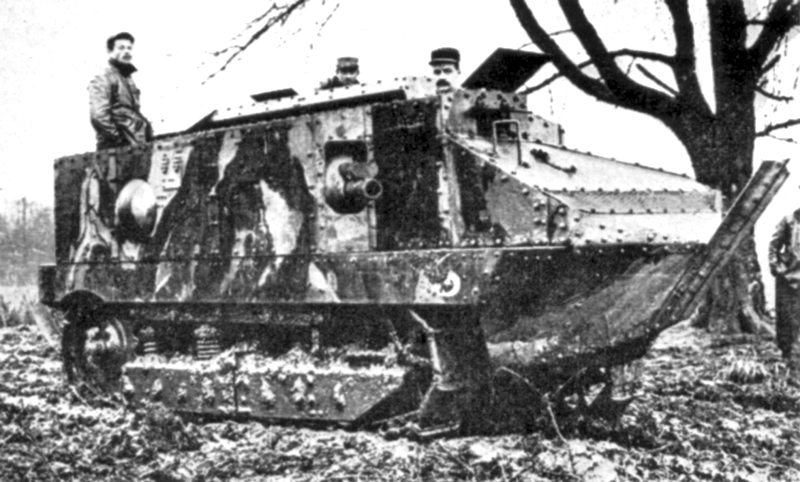
Tanque francês Schneider, I Guerra Mundial

Em 1918, os tanques Schneider desempenharam importante papel na contenção da Ofensiva alemã de março-abril, assim como no rompimento das defesas inimigas a partir de agosto. Se mantiveram ativos em numero apreciável no front até o final de setembro (menos de dois meses antes do armistício de 11 de novembro de 1918), quando a quantidade desses modelos havia caído consideravelmente, tanto devido à perdas, como desgaste e falta de reposição. 

Isto ocorreu em grande parte devido a, exemplo de outros veículos blindados pesados daquele conflito, ter sido suplantado em praticidade geral (manobrabilidade, mobilidade, velocidade, manutenção e custo) pelo pequeno Renault FT.
Depois da guerra, os modelos restantes foram restaurados como Carro Antimotim. No entretanto sua última ação como tanque de guerra ainda ocorreria muitos anos depois, já no início da Guerra Civil Espanhola.